# Rachael Taylor
Rachael Taylor, född den 6 maj 1976 i Ballarat i Australien, är en australisk roddare.
Hon tog OS-silver i tvåa utan styrman i samband med de olympiska roddtävlingarna 2000 i Sydney.